# Euxoa diamondi
Euxoa diamondi är en fjärilsart som beskrevs av Charles Boursin 1940. Euxoa diamondi ingår i släktet Euxoa och familjen nattflyn. Inga underarter finns listade i Catalogue of Life.